# Aalbach (Main)
Der Aalbach (vom Zusammenfluss bis Roßbrunn auch: Ahlbach) ist ein 26,5 km langer, linker und östlicher Nebenfluss des Mains, der im bayerischen Landkreis Würzburg und im baden-württembergischen Main-Tauber-Kreis verläuft.

## Name
Woher der Name Aalbach kommt, ist nicht genau bekannt. Er hat jedenfalls nichts mit dem Fisch Aal zu tun. Man geht eher davon aus, dass sich der Bachname vom mittelalterlichen und wüst gefallenen Dorf Albstadt ableitet, das sich in der Nähe der Pfetzerquelle befand. Alternativ existiert eine Herleitung des Namens über die Zusammensetzung aus germ. *albō (Weißwasser) und ahd. aha (Fließgewässer).

## Geographie

### Quellbereich
Der Namenslauf des Aalbachs beginnt am Zusammenfluss zweier Wasserläufe etwa 2,5 km nordwestlich von Waldbrunn. Beide Zweige führen auf längerer Strecke nur periodisch Wasser. Der kürzere linke Wasserlauf heißt Haselbach, der längere rechte Waldbüttelbrunner Augraben trägt wie der Aalbach die Gewässerkennzahl 2458 und wird also amtlich zum Hauptstrang des Aalbach-Flusssystems gerechnet. Liegen die beiden Oberläufe trocken, führt der Aalbach erst ab der gefassten Pfetzerquelle südöstlich von Mädelhofen, in der Nähe der Ruine Jagdschloss Mädelhofen, dauerhaft Wasser.

#### Oberlauf Waldbüttelbrunner Augraben

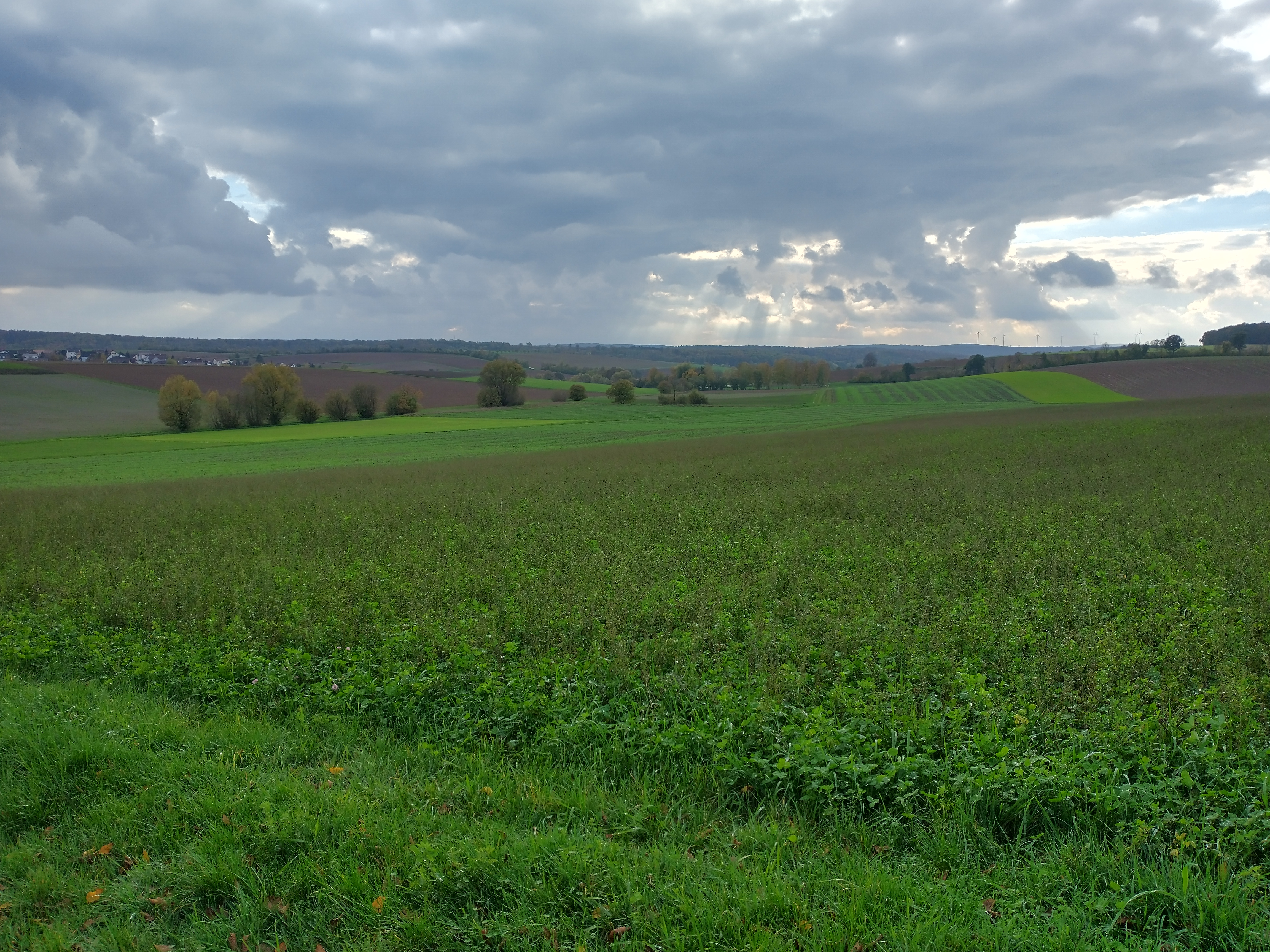
Waldbüttelbrunner Augraben

Dieser Oberlauf beginnt an der Straße An der Weed in Waldbüttelbrunn auf etwa 296 m ü. NHN und läuft auf ganzer Länge etwa westsüdwestlich. Seine ersten 700 Meter am Nordrand des Dorfes bis zu seinem Westende liegen allerdings nicht auf dem Hauptstrang, zu diesem rechnet vielmehr sein Zufluss Weidengraben. Dieser, im Volksmund auch Franzosengraben genannt, entsteht am Südosteck der Waldbüttelbrunner Ortslage bei der Sportplätzen und der Straße Sumpfler auf etwa 314 m ü. NHN. Er fließt dann am Südrand des Dorfes entlang bis an dessen Westende, wo er von links in den genannten kürzeren Namensoberlauf des Waldbüttelbrunner Augraben mündet. Dieser läuft nun in einer wenig eingetieften Geländemulde in der Flur weiter, auf deren flachen linken Waldhügeln nach etwas über einem Kilometer Wald steht. Die B 8 begleitet ihn auf ganzer Länge.

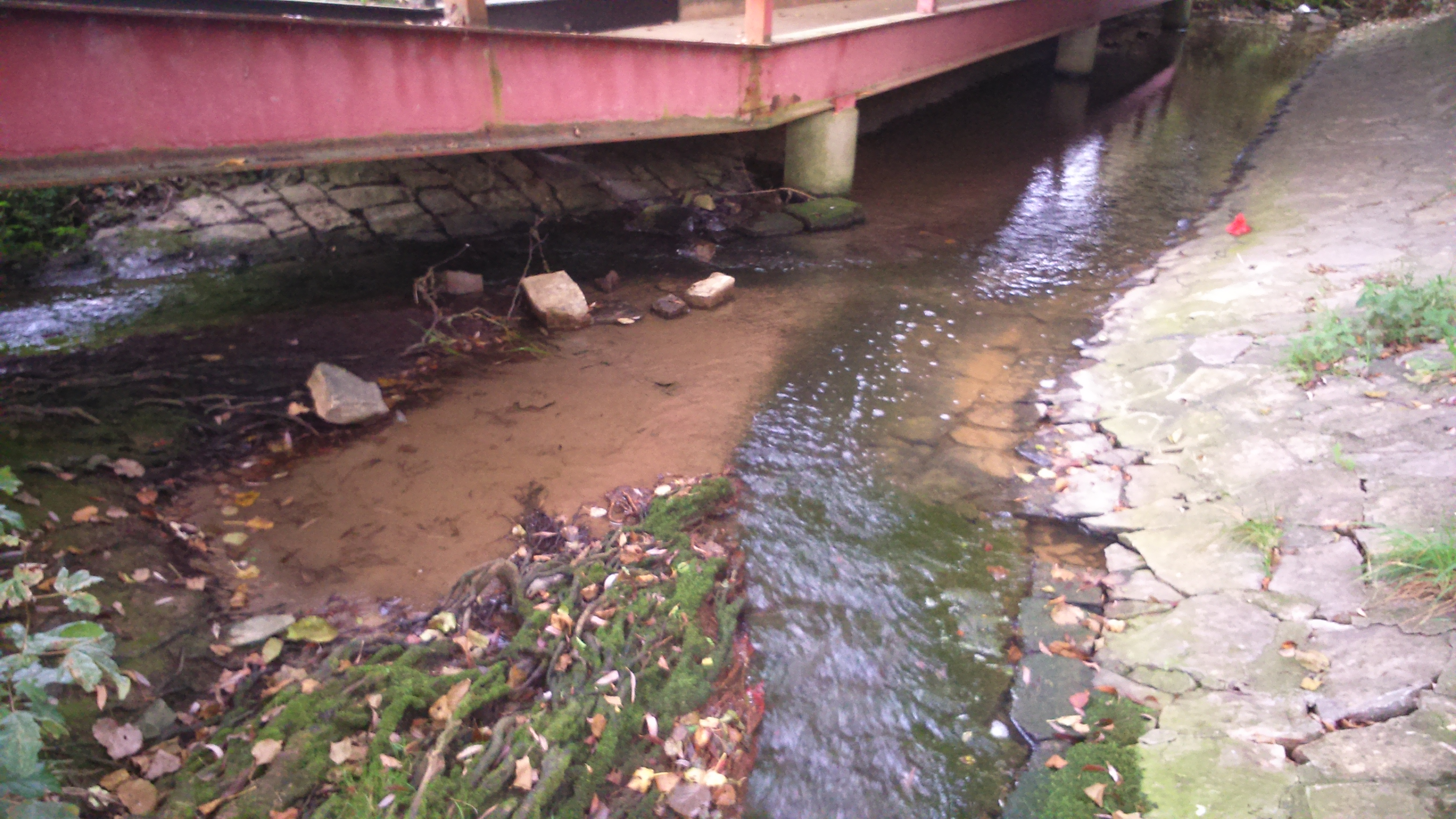
Zusammenfluss von Waldbüttelbrunner Augraben (rechts) und Haselbach (links)

Der Waldbüttelbrunner Augraben nimmt von links und rechts ein paar Zuflüsse auf und fließt nordwestlich von Waldbrunn und 6,2 km abwärts des Weidengraben-Ursprungs mit dem Haselbach auf etwa 247 m ü. NHN zum Aalbach zusammen.

#### Oberlauf Haselbach
Der Haselbach, auch Haselgraben genannt, ist der fast 6 Kilometer lange, südöstliche und linke Quellbach des Aalbachs. Er ist ein Nebenstrang des Aalbachs und wird deshalb von manchen auch als dessen linker Zufluss angesehen.

#### Pfetzerquelle

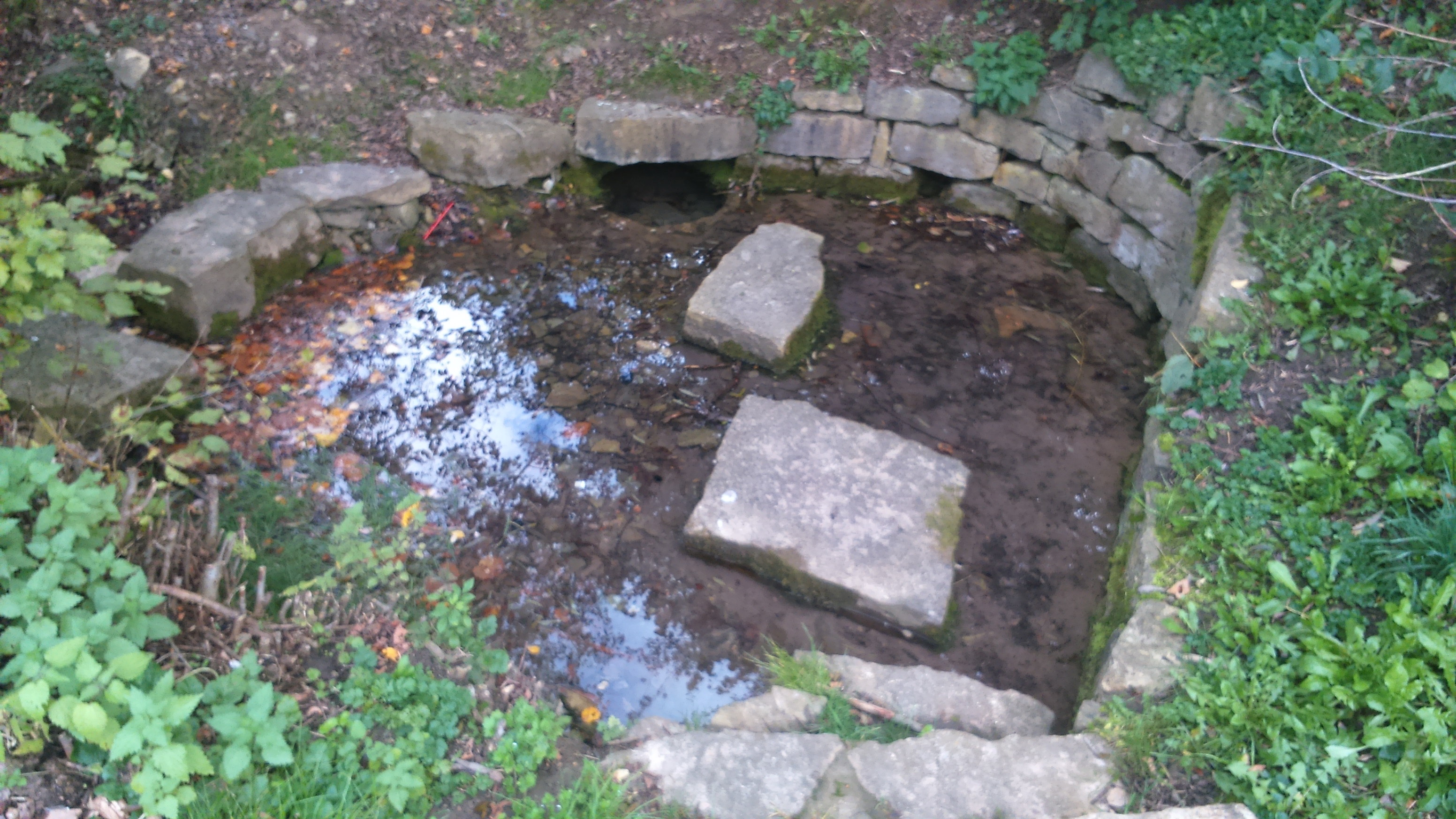
Pfetzerquelle

Liegen die beiden Quellbäche trocken, führt der Aalbach erst ab der Pfetzerquelle dauerhaft Wasser. Die gefasste Quelle liegt, von einigen Bäumen umstanden, zwischen Waldbrunn und Mädelhofen am Fuße des Brunnrains (291 m) und in der Nähe der Ruine Jagdschloss Mädelhofen. Der dort entsprungene Quellbach erreicht nach etwa 360 m das Bachbett des Haselbaches. Die geplante Bundesstraße 26n könnte nach Bundesverkehrswegeplan 2030 direkt an der Quelle vorbeiführen und diese möglicherweise beeinträchtigen. Unweit der Pfetzerquelle befand sich im Mittelalter das heute nicht mehr bestehende Dorf Albstadt.

### Weiterer Verlauf
Der Aalbach fließt dann insgesamt westlich mit einem anfänglichen Bogen nach Norden. Er passiert Mädelhofen, durchquert Roßbrunn und dann das größtenteils rechtsseitige Uettingen. Daraufhin durchläuft er in engerem, meist am Hang bewaldeten Tal Holzkirchen und passiert dessen Ortsteil Wüstenzell, wonach er ins Gebiet der Stadt Wertheim im baden-württembergischen Main-Tauber-Kreis überwechselt. Dort liegt Dertingen überwiegend am rechten Ufer, ab welchem die A 3 eine Weile im wieder breiteren Tal neben dem Bach läuft.
Nachdem diese Autobahn das Tal nordwärts verlassen hat, berührt der Aalbach Bettingen an dessen Südrand und mündet bei diesem Ort unterhalb von Main-Kilometer 166 auf etwa 139 m ü. NHN von links in den Main, der hier im Südosten des Flussabschnitts Mainviereck eben in die Urpharer Mainschleife einläuft.

### Zuflüsse
Vom Ursprung zur Mündung. Auswahl.
Zusammenfluss der beiden Oberläufe südlich-oberhalb von Waldbüttelbrunn-Mädelhofen an der Gemeindegrenze von Waldbrunn.
- Waldbüttelbrunner Aubach, rechter Oberlauf von Ostnordosten, 10,0 km und 24,6 km². Namensabschnitte Weidengraben → Waldbüttelbrunner Aubach
- Haselbach, linker Oberlauf von Südosten, 5,7 km und 19,6 km².
- Ziegelbach (Mühlbach), von rechts und zuletzt Norden unterhalb von Waldbüttelbronn-Roßbrunn, 5,0 km und 17,8 km². Namensabschnitte Güßgraben → Ziegelbach
- Kappwiesgraben[12], von links und Südosten gegenüber dem Freibad von Uettingen, ca. 2,4 km mit dem längeren rechten Oberlauf aus dem Fuchsloch und ca. 4,2 km². Durchfluss unbeständig.
- Saugraben, von rechts und Norden gegenüber der Neumühle am Ortsende von Uettingen, ca. 2,2 km und ca. 3,1 km². Durchfluss unbeständig.
- Webersgraben, von links und Südosten zwischen der Neumühle und Remlingen-Holzmühle, 1,8 km und 1,8 km². Durchfluss unbeständig.
- Glockgraben (aus dem Busental), von links und Südosten kurz vor Holzkirchen, 1,4 km und 1,8 km². Durchfluss unbeständig.
- Leitenbach, von rechts und insgesamt Nordosten in Holzkirchen, 8,7 km und 19,5 km². Namensabschnitte Hardtgraben → Klingelgraben → Leitenbach
- Biengraben[13], von rechts und Norden in Holzkirchen-Wüstenzell, 2,4 km und 4,8 km².
- Benzgraben, von rechts und Nordwesten kurz nach Wüstenzell, 0,7 km und 1,3 km².
- Renztalgraben, von rechts und Norden in Wertheim-Dertingen, 1,5 km und ca. 2,0 km².
- Wetschelgraben (Hasengraben), von rechts und Nordosten, 1,1 km und 1,3 km².

### Flusssystem Aalbach
- Fließgewässer im Flusssystem Aalbach

### Orte
Flussabwärts am Hauptstrang mit ihren Zugehörigkeiten. Nur die Namen tiefster Schachtelungsstufe bezeichnen Siedlungsanrainer.
Bayern
- Landkreis Würzburg
  - Gemeinde Waldbüttelbrunn
    - Waldbüttelbrunn (Pfarrdorf; am Oberlauf Waldbüttelbrunner Augraben)

  - Gemeinde Waldbrunn
    - (ohne Besiedlung an Lauf oder Oberläufen)

  - Gemeinde Waldbüttelbrunn
    - Mädelhofen (Kirchdorf, links)
    - Roßbrunn (Kirchdorf, überwiegend links)

  - Gemeinde Uettingen
    - Uettingen (Pfarrdorf, überwiegend rechts)

  - Markt Remlingen
    - Holzmühle (Einöde, überwiegend rechts)

  - Gemeinde Holzkirchen
    - Holzkirchen (Pfarrdorf, überwiegend rechts)
    - Wüstenzell (Kirchdorf, fast nur rechts)

Baden-Württemberg
- Main-Tauber-Kreis
  - Stadt Wertheim
    - Dertingen (Dorf, überwiegend links)
    - Bettingen (Dorf, rechts)

## Geschichte
Das Aalbachtal durchläuft den östlichen Teil des frühmittelalterlichen Waldsassengaus im Gebiet zwischen Maindreieck und Mainviereck.

## Namensgeber
Der Aalbach bzw. das Aalbachtal ist Namensgeber für den Aalbachtaler Musikverein e. V. aus Uettingen. Zahlreiche von dessen Abteilungen und Kapellen tragen das Aalbachtal im Namen wie z. B. Die Aalbachtaler oder der Aalbachtal-Express.